# Darcie Dohnal
Darcie Dohnal (n. 28 iunie 1972) este o sportivă ce a reprezentat Statele Unite ale Americii, medaliată olimpică. A participat la o ediție a Jocurilor Olimpice (1992) în care a câștigat o medalie de argint.

## Participări
Lista de mai jos prezintă principalele competiții la care a participat Darcie Dohnal de-a lungul carierei.
- short track speed skating at the 1992 Winter Olympics – women's 3000 metre relay[*]